# Vasas Budapest SC
El Vasas Sport Club es un club de fútbol húngaro de la ciudad de Budapest, fundado el 16 de marzo de 1911 como parte de la sociedad deportiva Vas- és Fémmunkások Sport Clubja (Club Deportivo de Trabajadores de Hierro y Metales), ya que fue constituido por miembros de la Asociación Húngara de Trabajadores del Acero. Vasas, en húngaro, significa «férrico», «de hierro».Actualmente compite en la NB2, segunda categoría del fútbol húngaro.
El club cuenta en su palmarés con seis campeonatos de liga, cuatro copas húngaras y siete Copas Mitropa, el club más exitoso en este extinto torneo europeo. El Vasas vivió su edad dorada a finales de 1950 y comienzos de los años 1960 con el entrenador Rudolf Illovszky, que hizo uno de los equipos más poderosos del fútbol húngaro en ese momento. Los colores del club son el rojo y el azul y sus instalaciones deportivas tienen su sede en Angyalföld, en el 13.º distrito de Budapest. El equipo de fútbol disputa sus partidos como local en el Stadion Rudolf Illovszky.
Debido al apoyo que ha tenido el club por parte de las clases trabajadoras, y en particular por la ayuda que Vasas SC recibió del gobierno comunista, el club es todavía considerado como un club políticamente de izquierdas. Sin embargo, en los últimos años el club ha demostrado una apertura hacia la expresión de todo tipo de ideas políticas.

## Historia

### Fundación y estabilidad en liga (1911-1949)
El club fue fundado el 16 de marzo de 1911 como Vas-és Fémmunkások Sport Clubja (en castellano, «Club Deportivo Metalúrgico y Siderúrgico»), un club polideportivo dedicado a la formación y desarrollo deportivo de los trabajadores metalúrgicos y siderúrgicos de Budapest. Su sección de fútbol fue incluido en las categorías más bajas del sistema de ligas magiar, pero en sus tres primeros años logró tres ascensos que le llevaron a la primera división húngara para la temporada 1916-1917. En su debut en el campeonato nacional terminó en sexto lugar.
Las primeras medallas tuvieron que esperar hasta la temporada 1924-25, cuando el equipo acabó en tercera posición y József Takács acabó como segundo máximo goleador del campeonato con 20 goles, solo uno menos que György Molnár, del MTK. Durante los años 1920 el Vasas logró estabilizarse en primera división y fue renombrado en 1926 Vasas SC, pero en 1929 acabó en undécima posición y descendió a segunda división. Dos temporadas después, el Vasas regresó a la máxima competición y en el partido inaugural derrotó 5-2 al Ferencváros.
El club entró en la década de 1940 con graves problemas financieros. Durante esta época, los metalúrgicos estrecharon vínculos de desarrollo con el Partido Comunista. De acuerdo con el concepto del Partido Comunista húngaro sobre el deporte, los planes incluían mejoras en las instalaciones para un club de trabajadores. Además, los puestos directivos del club también fueron ocupados por miembros del Partido Comunista. De hecho, el líder comunista húngaro János Kádár –reconocido seguidor del Vasas y que jugó en categorías infantiles del equipo– llegó a ser presidente del club. En 1946 el Vasas finalizó subcampeón de liga tras una temporada de lucha con el Újpesti TE, en un campeonato que se dividió en dos grupos y una fase final, ambas dominadas por el Újpest y con el Vasas como segundo clasificado. En la temporada 1947-48 regresó al equipo Gyula Lóránt, uno de los mejores defensas del fútbol húngaro, y el Vasas volvió a proclamarse subcampeón, superado esta vez por el Csepel SC por un solo punto. En 1949 el club modificó su nombre a Budapesti Vasas SC, periodo en el que llegó al club Ladislao Kubala por una temporada tras haber presentado una mejor oferta que su antiguo club, el Ferencváros.

### Edad dorada del Vasas (1950-1969)
Al igual que en los años 1920 y finales de los años 1940, el club volvió a experimentar problemas financieros. Sin embargo, el primer gran éxito del club llegó en 1955 cuando ganaron la Copa de Hungría al Budapest Honvéd. Durante y después de la Revolución húngara de 1956, el papel de los piros-kék (rojos y azules) en el panorama internacional fue muy dstacado. En 1956 ganó la Copa Mitropa después de vencer en la final frente a 100 000 espectadores por 9–2 al SK Rapid Viena en un partido de desempate tras haber empatado en Austria (3–3) y posteriormente en Hungría (1–1).
En 1957 el Vasas volvió a proclamarse campeón de la Copa Mitropa al vencer al FK Vojvodina yugoslavo y, además, consiguió su primer campeonato de liga al superar en la tabla al MTK Hungária FC. Gyula Szilágyi, delantero del Vasas, fue máximo goleador del torneo con 17 goles.
Como equipo campeón húngaro, participó por primera vez en la Copa de Europa. Su debut fue en la ronda preliminar, donde se midió al CDNA Sofia, al que eliminó por un global de 7–3. Ya en primera ronda se enfrentó a los suizos del BSC Young Boys, al que venció por 3–2 en el global. En cuartos de final se emparejó con el Ajax, que logró un empate (2–2) en el Olympisch Stadion de Ámsterdam y perdió 4–0 ante los húngaros en Budapest en una exhibición de juego ofensivo del Vasas. Sin embargo, el equipo fue eliminado en semifinales por el Real Madrid. El primer partido se llevó a cabo en el Estadio Santiago Bernabéu y los españoles se impusieron 4–0, derrota que es la mayor que ha registrado nunca el equipo húngaro en competición europea. El legendario delantero húngaro Ferenc Puskás no pudo jugar esta eliminatoria por lesión. Pese a ello, todas las entradas quedaron agotadas (100 000 espectadores) en el Népstadion de Budapest para el partido de vuelta, en el que venció el Vasas por dos goles a cero con tantos de Dezső Bundzsák y Lajos Csordás.
El Vasas inició un periodo de claro dominio en el fútbol húngaro en la década de 1960 bajo las órdenes del técnico Rudolf Illovszky. En la temporada 1960-61 el club metalúrgico se hizo con su segundo campeonato de liga, sumando cuatro puntos más que el Újpesti Dózsa, segundo clasificado. Ferenc Machos fue el tercer máximo goleador del torneo, cuyo galardón fue compartido por las leyendas Lajos Tichy y Flórián Albert (21 goles). En su segunda participación en la Copa de Europa, los magiares volvieron a encontrarse con el Real Madrid, esta vez en primera ronda. Los madridistas vencieron en Budapest 0–2 y en Madrid, esta vez sí con Ferenc Puskás sobre el campo, el Real venció 3–1 con un doblete de Alfredo Di Stéfano pese a que Lászlo Pál I adelantó al Vasas a los diez minutos. La siguiente temporada el club conquistó su tercera liga, mientras que en la Copa de Europa los hombres de Rudolf Illovszky eliminaron al Fredrikstad FK en la ronda preliminar por un histórico 11–1 global, pero perdieron en primera ronda ante el Feyenoord, que necesitó un tercer partido para deshacerse de los húngaros.
En 1960, el Vasas inauguró su nuevo estadio de fútbol, llamado Fáy utcai stadion, nombrado así por estar emplazado en la calle Fáy utcai de Angyalföld, en el XIII distrito de Budapest. Posteriormente, el estadio sería renombrado Rudolf Illovszky en honor al histórico entrenador del club.
El equipo conquistó su cuarto campeonato de liga en 1965, seguido por el Ferencvárosi TC a tres puntos. János Farkas y Lajos Puskás firmaron una gran temporada al acabar con 18 y 12 goles, respectivamente, aunque lejos de los 27 que logró el máximo anotador, Flórián Albert. Rudolf Illovszky, por primera vez desde 1957, no se sentó en los banquillos del club metalúrgico al firmar con la selección de Hungría. Lajos Csordás fue su sustituto en la temporada 1966-67, en la que firmó una decente actuación en la Copa de Europa. Los húngaros se enfrentaron en primera ronda al Sporting de Portugal al que goleó por 5–0 y 0–2 en Lisboa, pero fueron eliminados por el Inter de Milán, subcampeón a la postre. Los italianos vencieron por dos goles a uno en San Siro y vencieron 0–2 en Budapest con dos goles de Sandro Mazzola.
Csordás condujo al Vasas a su quinto título de liga la siguiente temporada (1966), en la que János Farkas se proclamó máximo goleador con 25 goles. En la Copa de Europa 1967-68, Rudolf Illovszky volvió a sentarse en el banquillo del Vasas como representante húngaro en la máxima competición continental de clubes. Los magiares mejoraron su actuación de la edición anterior y eliminaron al Dundalk por un abultado 9–1 global (8–1 en Budapest) en primera ronda, al Valur islandés por 11–1 en la segunda ronda y fueron eliminados por el Benfica en cuartos de final. En Budapest el partido acabó en empate sin goles, pero en el Estádio da Luz los lisboaetas ganaron por tres goles a cero con dos goles de Eusébio.
Apenas tres temporadas después de su último título de liga, Rudolf Illovszky dejó el Vasas en 1969 para iniciar su primera etapa como entrenador fuera de Hungría. Firmó por el modesto equipo griego del Pierikos, donde solo permaneció una temporada antes de volver como seleccionador nacional. Con la marcha de Illovszky se cerró la gran edad dorada del Vasas.
En 1968, Vasas se consagró campeón en el primer Torneo de Verano en Mar del Plata, Argentina, al vencer al campeón del mundo de entonces, Racing Club, y a River Plate .

### Regreso de Illovszky y nuevos títulos (1970-1986)
La nueva etapa del Vasas sin Rudolf Illovszky fue irregular y el mejor resultado del equipo en los primeros cinco años fue el tercer puesto. Sin embargo, bajo la dirección del entrenador Lajos Baróti el club volvió a proclamarse campeón de copa tras vencer en la final al Honvéd por 4–3, en un partido que se tuvo que resolver en la prórroga. Así, el club se aseguró participar en la siguiente edición de la Recopa de Europa por primera vez en su historia, pero no pasó de la primera ronda eliminado por el Sunderland sin anotar un solo gol (0–2 y 0–1).
En 1974 Rudolf Illovszky regresó al club tras su paso por la selección húngara y reemplazó a Lajos Baróti. Illovszky volvió a hacer campeón de la liga húngara al Vasas en 1977, tres temporadas después de su vuelta al club. El ariete del equipo, Béla Várady, firmó una espectacular temporada como máximo goleador con 36 goles. Por el contrario, su participación en la Copa de Europa fue decepcionante, ya que fue eliminado en la primera ronda ante el Borussia Mönchengladbach. Tras conseguir el sexto campeonato de liga en la historia del club, Illovszky dejó el Vasas y volvió a intentar una nueva etapa en el extranjero, en el Admira Wacker.
Las actuaciones del Vasas en el campeonato de liga doméstico fueron muy irregulares, en parte por la inestabilidad en los banquillos. El exfutbolista del Vasas Dezső Bundzsák se hizo cargo del equipo y en 1981 logró una copa húngara al vencer en la final al Diósgyőr por un gol a cero. Dos años después, con Kálmán Mészöly, los piros-kék se proclamaron campeones de la Copa Mitropa por séptima vez en su palmarés, el club más exitoso de la historia de esta competición, que se extinguió en 1992. En 1984 se produjo un nuevo regreso de Rudolf Illovszky, con quien el Vasas logró su cuarta copa húngara tras vencer al Ferencváros en la tanda de penaltis en 1986.

### Crisis deportiva, descenso y centenario (1988-presente)
Desde que el club se proclamase campeón de la Copa de Hungría, la trayectoria en el fútbol húngaro ha sido muy discreta. Tras varias temporadas alejado de los primeros puestos, Rudolf Illovszky regresó al club por última vez en 1995 para reemplazar al destituido József Verebes, y pudo situar al equipo en el décimo puesto tras una racha de diez partidos invicto. Al final de la temporada fue sustituido por Imre Gellei.
El equipo llegó a la final de copa en 2000, pero perdió ante el MTK Budapest, como ante el Videoton en 2006. Estos fueron los mejores resultados del Vasas tras la caída del comunismo en Hungría. Sin embargo, en la temporada 2001-02 el equipo consumó su descenso a segunda división, pese a que los dos años anteriores había acabado en tercera posición. Con seis victorias en la temporada, el Vasas no jugaría en primera división por primera vez desde 1941. No volvió a la máxima competición nacional hasta 2004-05, donde acabó en 13.ª posición en una liga de 16 equipos. La temporada siguiente el Vasas acabó en penúltimo lugar y solo le salvó de un nuevo descenso la situación financiera del Ferencváros, cuya grave crisis económica le llevó al descenso administrativo a segunda división.
El Vasas celebró su centenario en 2011 en medio de una grave crisis deportiva y financiera que apenas permitía al equipo situarse por encima de la zona media de la tabla cada año. Sin embargo, el club pudo inaugurar la Vasas Kubala Akadémia, una escuela de fútbol para jóvenes talentos en Budapest. Híd Akvizíciós se hizo con una parte del accionariado del Vasas a principios de 2011, lo que garantizaba, a corto plazo, la viabilidad del club. La temporada 2010-11 acabó en décima posición, pero en la temporada siguiente volvió a descender a segunda división junto al Zalaegerszegi TE.

## Estadio

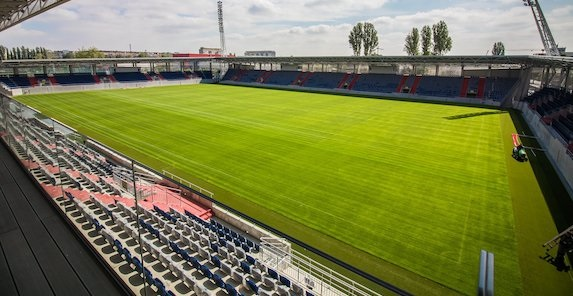
Estadio Rudolf Illovszky en el cual el Vasas disputa sus encuentros como local.

El Vasas disputa sus partidos en el Estadio Rudolf Illovszky, inaugurado en 1960 y nombrado originalmente Fáy utcai stadion, por estar emplazado en la calle Fáy utcai. Todas las instalaciones del club se encuentran en el barrio de Angyalföld, situado en el XIII distrito de Budapest. El estadio tiene actualmente una capacidad para 9 000 espectadores, de los cuales 3 000 son con asientos y 550 están cubiertos. Sin embargo, el estadio llegó a tener más aforo y el récord de asistencia está en 30 000 espectadores, registrado el 28 de mayo de 1972 para un partido de liga entre el Vasas y el Diósgyőr.

### Otras instalaciones
Junto al estadio de fútbol del Vasas, en la misma calle Fáy utca, se encuentra la Vasas Kubala Akadémia, la escuela de jóvenes futbolistas del club. La academia fue inaugurada en 2011 y lleva el nombre de László Kubala, mítico futbolista que jugó en el Vasas en la temporada 1948-1949. La escuela está destinada a futbolistas desde los 6 años a los 19 años y ofrece formación bajo la supervisión de un programa profesional compuesto por más de treinta entrenadores.

## Afición
El Vasas es uno de los equipos de fútbol más seguidos de Hungría. Una encuesta realizada en 2010 por Alt Media Kommunikációs aseguró que el Vasas contaba con el apoyo de 140 a 150 mil aficionados, lo que le situaba en una tercera categoría igualado con el Újpest y solo detrás del Ferencvarós y el Debrecen. Uno de los grupos de aficionados más destacados del Vasas es Armata Rossoblu.

## Plantilla 2017/18
* = Lesionado de larga duración

## Palmarés fútbol

### Torneos nacionales
- Liga de Hungría (6):

1957, 1961, 1962, 1965, 1966, 1977
- Copa de Hungría (4):

1955, 1973, 1981, 1986
- Subcampeón de la Copa de Hungría en 1980, 2000, 2006

### Torneos amistosos
- Copa Mitropa  (6): 1956, 1957, 1962, 1965, 1970 y 1983.
- Copa Ciudad de Mar del Plata: 1968[14][15]

- Trofeo Costa del Sol: 1970

- Trofeo Ciudad de León: 1979

## Entrenadores
| - Tibor Gallowich (1941–43, 1945) - Béla Guttmann (1945) - Tibor Gallowich (1948) - Lajos Baróti (1953–57) - Rudolf Illovszky (1957–63, 1965) - Lajos Csordás (1966–67) - Rudolf Illovszky (1967–69) - Ferenc Machos (1970–72) - Lajos Baróti (1972–74) - Kálmán Mészöly (1978–80) - Dezső Bundzsák (1980–82) | - Kálmán Mészöly (1983–84) - Rudolf Illovszky (1984–86) - István Kisteleki (1986–88) - Kálmán Mészöly (1988–89) - Imre Gellei (1991–92) - Kálmán Mészöly (1993–94) - József Verebes (1994–95) - Rudolf Illovszky (1995) - András Komjáti (1999–00) - György Mezey (2000) - András Komjáti (2001) | - Péter Bozsik (2001) - László Kiss (2002) - Barnabás Tornyi (2002) - Sándor Egervári (2004–05) - Attila Pintér (2005–06) - Géza Mészöly (2006–09) - Giovanni Dellacasa (2009–10) - András Komjáti (2010–11) - Marijan Vlak (2011–12) - Flórián Urbán (2012) - Marijan Vlak (2012–) |

## Participación en competiciones de la UEFA

### Copa de Europa/UEFA Champions League
| Temporada | Ronda            | Club                     | Casa | Visita | Global            |
| --------- | ---------------- | ------------------------ | ---- | ------ | ----------------- |
| 1957–58   | Preliminar       | CDNA Sofia               | 6–1  | 1–2    | 7–3               |
| 1957–58   | 1                | BSC Young Boys           | 2–1  | 1–1    | 3–2               |
| 1957–58   | Cuartos de final | Ajax                     | 4–0  | 2–2    | 6–2               |
| 1957–58   | Semifinales      | Real Madrid              | 2–0  | 0–4    | 2–4               |
| 1961–62   | Preliminar       | Real Madrid              | 0–2  | 1–3    | 1–5               |
| 1962–63   | Preliminar       | Fredrikstad FK           | 7–0  | 4–1    | 11–1              |
| 1962–63   | 1                | Feyenoord                | 2–2  | 1–1    | 3–3 (Playoff 0–1) |
| 1966–67   | 1                | Sporting CP              | 5–0  | 2–0    | 7–0               |
| 1966–67   | 2                | Internazionale FC        | 0–2  | 1–2    | 1–4               |
| 1967–68   | 1                | Dundalk FC               | 8–1  | 1–0    | 9–1               |
| 1967–68   | 2                | Valur KF                 | 6–0  | 5–1    | 11–1              |
| 1967–68   | Cuartos de final | SL Benfica               | 0–0  | 0–3    | 0–3               |
| 1977–78   | 1                | Borussia Mönchengladbach | 0–3  | 1–1    | 1–4               |

### Recopa de Europa
| Temporada | Ronda | Club                  | Casa | Visita | Global |
| --------- | ----- | --------------------- | ---- | ------ | ------ |
| 1973–74   | 1     | Sunderland AFC        | 0–2  | 0–1    | 0–3    |
| 1981–82   | 1     | Enosis Neon Paralimni | 8–0  | 0–1    | 8–1    |
| 1981–82   | 2     | Standard Liége        | 0–2  | 1–2    | 1–4    |
| 1986–87   | 1     | FK Velež Mostar       | 2–2  | 2–3    | 4–5    |

### Copa UEFA/Europa League
| Temporada | Ronda             | Club                | Casa | Visita | Global    |
| --------- | ----------------- | ------------------- | ---- | ------ | --------- |
| 1971–72   | 1                 | Shelbourne FC       | 1–0  | 1–1    | 2–1       |
| 1971–72   | 2                 | St. Johnstone FC    | 1–0  | 0–2    | 1–2       |
| 1975–76   | 1                 | SK Voest Linz       | 4–0  | 0–2    | 4–2       |
| 1975–76   | 2                 | Sporting CP         | 3–1  | 1–2    | 4–3       |
| 1975–76   | 3                 | FC Barcelona        | 0–1  | 1–3    | 1–4       |
| 1980–81   | 1                 | Boavista FC         | 0–2  | 1–0    | 1–2       |
| 2000–01   | Clasificatoria    | FK Ventspils        | 3–1  | 1–2    | 4–3(t.e.) |
| 2000–01   | 1                 | AEK                 | 2–2  | 0–2    | 2–4       |
| 2017-18   | 1ª Clasificatoria | Beitar Jerusalem FC | 0-3  | 3-4    | 3-7       |

### Copa Intertoto
| Temporada | Ronda    | Club                 | Casa | Visita | Global |
| --------- | -------- | -------------------- | ---- | ------ | ------ |
| 1987      | Grupo 1  | Carl Zeiss Jena      | 0–2  | 2–2    |        |
| 1987      | Grupo 1  | Aarhus GF            | 2–1  | 0–1    |        |
| 1987      | Grupo 1  | FC Lausanne-Sport    | 5–3  | 1–2    |        |
| 1990      | Grupo 8  | First Vienna FC      | 0–0  | 1–0    |        |
| 1990      | Grupo 8  | Aarhus GF            | 0–2  | 0–2    |        |
| 1990      | Grupo 8  | Gefle IF             | 1–1  | 0–2    |        |
| 1996      | Grupo 10 | Lierse SK            | 2–0  |        |        |
| 1996      | Grupo 10 | Gaziantepspor        |      | 2–3    |        |
| 1996      | Grupo 10 | Narva Trans          | 4–1  |        |        |
| 1996      | Grupo 10 | FC Groningen         |      | 1–1    |        |
| 1997      | Grupo 7  | Östers IF            |      | 4–1    |        |
| 1997      | Grupo 7  | FC Universitate Riga | 3–0  |        |        |
| 1997      | Grupo 7  | Istanbulspor AŞ      |      | 0–2    |        |
| 1997      | Grupo 7  | Werder Bremen        | 2–0  |        |        |
| 1999      | 1        | Union Luxembourg     | 4–0  | 3–1    | 7–1    |
| 1999      | 2        | Neuchâtel Xamax      | 1–0  | 2–0    | 3–0    |
| 1999      | 3        | Polonia Warszawa     | 1–2  | 0–2    | 1–4    |
| 2005      | 1        | FK ZTS Dubnica       | 0–0  | 0–2    | 0–2    |